# Cordylus rivae
Espèce
Synonymes
- Zonurus rivae Boulenger, 1896

Statut de conservation UICN

 LC  : Préoccupation mineure
Statut CITES
Cordylus rivae est une espèce de sauriens de la famille des Cordylidae.

## Répartition
Cette espèce est endémique d'Éthiopie. Elle se rencontre dans la province de Sidamo.

## Publication originale
- Boulenger, 1896 : A list of the reptiles and batrachians collected by Dr. Ragazzi in Shoa and Eritrea. Annali del Museo Civico di Storia Naturale di Genova, ser. 2, vol. 16, p. 545-554 (texte intégral).